# العلاقات الإيرانية الباكستانية
العلاقات الإيرانية الباكستانية هي العلاقات الثنائية التي تجمع بين إيران وباكستان.

## العلاقات خلال الحرب الباردة
حافظت الإمبراطورية الإيرانية على علاقات وثيقة مع باكستان خلال الحرب الباردة، وذلك بسبب تحالفها المتبادل مع الكتلة الغربية بقيادة الولايات المتحدة الأمريكية. كانت إيران أول دولة تعترف بباكستان دولة مستقلة، وكان شاه محمد رضا بهلوي أول رئيس زار رسميًا دولة باكستان في مارس 1950. دافع مؤسس دولة باكستان محمد علي جناح منذ عام 1947 بنجاح عن سياسة تعزيز العلاقات الودية مع العالم الإسلامي وإيران على وجه الخصوص.
وقعت الدولتان معاهدة صداقة في مايو 1950 بواسطة رئيس الوزراء لياقت علي خان ومحمد رضا بهلوي. حملت بعض بنود معاهدة الصداقة مغزى جيوسياسي واسع. وجدت باكستان في إيران شريكًا طبيعيًا بعد أن اختارت الحكومة الهندية دعم الرئيس المصري جمال عبد الناصر الذي سعى إلى تصدير أيديولوجية الوحدة العربية التي هددت العديد من الحكومات العربية التقليدية والتي تحالف عدد منها مع شاه إيران. وأشار هارش بانت المتحدث عن السياسة الخارجية إلى أنَّ إيران حليف طبيعي ونموذجي لباكستان لعدة أسباب أخرى كذلك. منح كل بلد منهما للآخر صفة الدولة الأولى بالرعاية في الأغراض التجارية، عرض الشاه نفطًا وغازًا إيرانيًا على باكستان بشروط سخية، وتعاون الجيشان الإيراني والباكستاني بشكل مكثف لقمع حركة المتمردين في بلوشستان. اقتربت إيران من باكستان خلال عهد الشاه في العديد من المجالات. انضمت باكستان وإيران وتركيا إلى حلف بغداد الذي رعته الولايات المتحدة الأمريكية، والتي وسعت تحالفها الدفاعي على طول المحيط الجنوبي للاتحاد السوفيتي. لعبت إيران دورًا مهمًا في الحرب الهندية الباكستانية عام 1965 حيث زودت باكستان بالممرضات والإمدادات الطبية وهدية 5000 طن من النفط. كما أشارت إيران إلى أنها كانت تدرس فرض حظر على إمدادات النفط للهند طوال فترة النزاع المسلح. اعتقدت الحكومة الهندية أن إيران فضلت بشكل كبير باكستان وسعت إلى تقويض الهند خلال الحرب. نُشر أنه بعد وقف المساعدات العسكرية الأمريكية لباكستان اشترت إيران 90 طائرة مقاتلة من طراز F-86 من ألمانيا الغربية وسلمتها إلى باكستان.
على الرغم من أن قرار باكستان بالانضمام إلى حلف بغداد في عام 1955 كان بسبب الضرورات الأمنية المتعلقة بالهند إلا أن باكستان لم توقع على الاتفاقية إلا بعد تأكد إيران من أن الحكومة البريطانية لن تعرقل تأميم شركات النفط البريطانية في إيران. وفقًا للدكتور مجتبى رضوي: كان من المحتمل ألا تنضم باكستان إلى حلف بغداد لو تأثرت إيران سلبًا خلال تلك الأحداث.
لعبت إيران دورًا حيويًا مرة أخرى بالنسبة لباكستان في الحرب الهندية الباكستانية عام 1971، حيث زودتها هذه المرة بالمعدات العسكرية بالإضافة إلى الدعم الدبلوماسي ضد الهند. وصف الشاه الهجوم الهندي بأنه عدوان صارخ وتدخل في الشؤون الداخلية لباكستان، وذكر في مقابلة مع صحيفة باريسية: «نحن ندعم باكستان بشكل كامل». وتبعه تصريح رئيس الوزراء الإيراني أمير عباس هويدا: «إنَّ باكستان تتعرض للعنف والعدوان». أعربت القيادة الإيرانية مرارًا وتكرارًا عن معارضتها لتقسيم باكستان، خشية أن يؤثر ذلك سلبًا على الاستقرار والأمن الداخليين للبلاد وتشجيع الانفصاليين الأكراد والبلوش على الانتفاض ضد الحكومة الإيرانية. حاولت إيران تبرير إرسالها أسلحةً لباكستان من نفس المنطلق
كي لا تقع باكستان في حضن الصينيين (نظام شيوعي منافس للكتلة الغربية بقيادة الولايات المتحدة).
أقنع الانفصال اللاحق لباكستان في ديسمبر 1971 إيران بالحاجة إلى جهد استثنائي لحماية الاستقرار والسلامة الإقليمية لجانبها الشرقي. تلقت نظرية الأمّتين والحركة الباكستانية وكذلك دولة باكستان نفسها ضربة شديدة لسمعتها مع ظهور بنغلاديش كدولة منفصلة، وطُرحت أسئلة في الدولة الإيرانية حول ما إذا كان من الممكن للجزء الغربي المتبقي من باكستان أن يتماسك ويبقى دولة واحدة. تسببت أحداث هذه الفترة في تغير أفكار طهران المتعلقة بباكستان بصورة كبيرة.

## مقارنة بين البلدين
هذه مقارنة عامة ومرجعية للدولتين:
| وجه المقارنة                                              | إيران                    | باكستان                     |
| --------------------------------------------------------- | ------------------------ | --------------------------- |
| المساحة (كم2)                                             | 1.65 مليون               | 881.91 ألف                  |
| عدد السكان (نسمة)                                         | 79.97 مليون              | 197.02 مليون                |
| الكثافة السكانية (ن./كم²)                                 | 48.47                    | 223.4                       |
| العاصمة                                                   | طهران                    | إسلام آباد                  |
| اللغة الرسمية                                             | لغة فارسية               | لغة إنجليزية، اللغة الأردية |
| العملة                                                    | ريال إيراني              | روبية باكستانية             |
| الناتج المحلي الإجمالي (بليون دولار)                      | 439.51 مليار             | 304.95 مليار                |
| الناتج المحلي الإجمالي (تعادل القوة الشرائية) بليون دولار | 1.36 تريليون             | 946.67 مليار                |
| الناتج المحلي الإجمالي الاسمي للفرد دولار أمريكي          |                          | 1.43 ألف                    |
| الناتج المحلي الإجمالي للفرد دولار أمريكي                 |                          | 4.81 ألف                    |
| مؤشر التنمية البشرية                                      | 0.766                    | 0.538                       |
| رمز المكالمات الدولي                                      | +98                      | +92                         |
| رمز الإنترنت                                              | .ir،                     | .pk                         |
| المنطقة الزمنية                                           | ت ع م+03:30، توقيت إيران | ت ع م+05:00                 |

## مدن متوأمة
في ما يلي قائمة باتفاقيات التوأمة بين مدن إيرانية وباكستانية:
- ترتبط قم مع كراتشي باتفاقية توأمة.
- ترتبط أصفهان مع لاهور باتفاقية توأمة منذ 2000.
- ترتبط مشهد مع كراتشي باتفاقية توأمة.
- ترتبط آمل مع لاهور باتفاقية توأمة.
- ترتبط رشت مع ملتان باتفاقية توأمة.

## منظمات دولية مشتركة
يشترك البلدان في عضوية مجموعة من المنظمات الدولية، منها:
| علم المنظمة | اسم المنظمة                                                | تاريخ انضمام إيران | تاريخ انضمام باكستان |
| ----------- | ---------------------------------------------------------- | ------------------ | -------------------- |
|             | يونسكو                                                     | 6 سبتمبر 1948      | 14 سبتمبر 1949       |
|             | وكالة ضمان الاستثمار متعدد الأطراف                         | 15 ديسمبر 2003     | 12 أبريل 1988        |
|             | الأمم المتحدة                                              | 24 أكتوبر 1945     | 30 سبتمبر 1947       |
|             | العملية المشتركة للاتحاد الأفريقي والأمم المتحدة في دارفور | ?                  | ?                    |
|             | الفريق المعني برصد الأرض                                   | ?                  | ?                    |
|             | الاتحاد البريدي العالمي                                    | ?                  | ?                    |
|             | البنك الدولي للإنشاء والتعمير                              | 29 ديسمبر 1945     | 11 يوليو 1950        |
|             | المنظمة الهيدروغرافية الدولية                              | ?                  | ?                    |
|             | منظمة التعاون الإسلامي                                     | ?                  | ?                    |
|             | منظمة حظر الأسلحة الكيميائية                               | ?                  | ?                    |
|             | مؤسسة التمويل الدولية                                      | 28 ديسمبر 1956     | 20 يوليو 1956        |
|             | منظمة الشرطة الجنائية الدولية                              | ?                  | ?                    |

## أعلام
هذه قائمة لبعض الشخصيات التي تربطها علاقات بالبلدين:
- آغا خان الثالث (سياسي هندي، 2 نوفمبر 1877 – 11 يوليو 1957)
- بارسيون
- بيلاوال بوتو زارداري (سياسي باكستاني، 21 سبتمبر 1988 – )
- بينظير بوتو (رئيسة الوزراء الحادية عشر لباكستان، 21 يونيو 1953[24][25][26] – 27 ديسمبر 2007[24][25][26])
- حسن بكراوان (سياسي إيراني، 4 أغسطس 1911 – 11 أبريل 1979)
- فاطمة بوتو (كاتبة باكستانية، 29 مايو 1982 – )
- لياقت علي خان (سياسي باكستاني، 1 أكتوبر 1896 – 16 أكتوبر 1951)
- مرتضى بوتو (سياسي باكستاني، 18 سبتمبر 1954 – 20 سبتمبر 1996)
- نعمت الله نصيري (سياسي إيراني، أغسطس 1911 – 15 فبراير 1979)
- يوسف رضا الكيلاني (سياسي باكستاني، 9 يونيو 1952[27] – )

## وصلات خارجية
- موقع وزارة الخارجية الإيرانية
- موقع وزارة الخارجية الباكستانية